# 무토 유키
무토 유키(일본어: 武藤 雄樹, 1988년 11월 7일 ~ )는 일본의 축구 선수이다.

## 구단 경력
그는 2011년부터 J리그의 베갈타 센다이, 우라와 레즈, 가시와 레이솔에서 뛰었다.

## 국가대표팀 경력
그는 2015년 EAFF 동아시안컵에 참가할 일본 국가대표팀에 발탁되었으며, 8월 2일 조선민주주의인민공화국와의 경기에서 데뷔, 1득점을 넣었다. 그는 국제 A매치 통산 2경기에 출전, 2득점을 넣었다.

## 통계
| 일본 | 일본 | 일본 |
| 연도 | 출전 | 득점 |
| ---- | ---- | ---- |
| 2015 | 2    | 2    |
| 통산 | 2    | 2    |